# پروتئین واکنشی سی
پروتئین واکنشی سی یا سی. آر. پی (به انگلیسی: C-Reactive Protein) نام پروتئینی است که در کبد و در پاسخ به فاکتورهای آزاد شده از ماکروفاژ و سلول چربی سنتزمی‌شود که در موارد التهاب و روماتیسم در خون افزایش می‌یابد.
در روماتیسم و التهاب و تورم حاد، پروتئینی با نام C در خون آزاد می‌شود که در حالت طبیعی به میزان بسیار کم در پلاسما موجود است. این پروتئین با فسفوکولین موجود در غشای سلول نکروز شده در محدوده التهاب و همچنین با T-Cell یا همان لنفوسیت تی ترکیب شده و از فعال شدن T- Cell توسط آنتی‌ژن جلوگیری می‌کند.برای تولید نیازمند ویتامین کا میباشد.

## کاربرد تشخیصی
اندازه‌گیری پروتئین فعال سی (CRP) در آزمایش تشخیص طبی، آزمونی غیر اختصاصی برای تشخیص روماتیسم و التهاب‌های مفصلی می‌باشد. در هنگام بروز عفونت میکروبی و عوامل عفونی و در زمان نکروز و آسیب بافت‌ها همچون سکته قلبی و نیز در التهاب مفاصل، مقدار این پروتئین در سرم خون زیاد شده و به اصطلاح مثبت می‌گردد. در بیماری روماتیسم مفصلی اندازه‌گیری CRP یکی از مارکرهای اصلی (و نه تخصصی) به‌شمار می‌آید. پس از اتمام دوره درمانی روماتیسم مفصلی، منفی شدن سی.آر. پی در خون نشانه درمان کامل محسوب می‌گردد.CRP چندان اختصاصی نیست.
در آپاندیسیت نیز معمولاً سطح CRP بالاست.

## نگارخانه

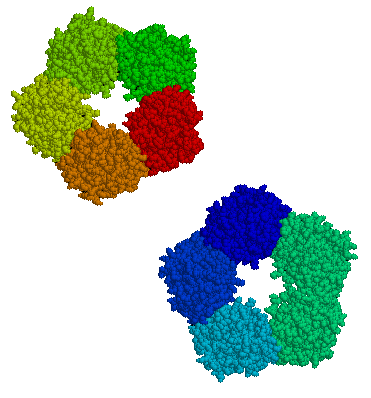